# Rotterdam Open 1982
Il Rotterdam Open 1982, conosciuto anche come ABN AMRO World Tennis Tournament 1982 è stato un torneo di tennis giocato sul sintetico indoor. È stata la 9ª edizione del Rotterdam Open facente parte del Volvo Grand Prix 1982. Si è giocato all'Ahoy Rotterdam indoor sporting arena di Rotterdam in Olanda Meridionale, dal 13 al 21 marzo 1982.

## Campioni

### Singolare
Guillermo Vilas ha battuto in finale  Jimmy Connors con il punteggio di 0–6, 6–2, 6–4

### Doppio
Mark Edmondson /  Sherwood Stewart hanno battuto in finale  Fritz Buehning /  Kevin Curren con il punteggio di 7–5, 6–2